# فورت مکینلی (اوهایو)
فورت مکینلی (به انگلیسی: Fort McKinley) یک منطقهٔ مسکونی در ایالات متحده آمریکا است که در شهرستان مونتگومری، اوهایو واقع شده‌است. فورت مکینلی ۳٫۵ کیلومتر مربع مساحت و ۳٬۹۸۹ نفر جمعیت دارد و ۲۸۰ متر بالاتر از سطح دریا واقع شده‌است.